# Шуља
Шуља (слч. Šuľa) насељено је мјесто са административним статусом сеоске општине (слч. obec) у округу Вељки Кртиш, у Банскобистричком крају, Словачка Република.

## Становништво
| Година:    | 1994. | 2004.   | 2014.    | 2024.   |
| ---------- | ----- | ------- | -------- | ------- |
| Број људи: | 87    | 89      | 76       | 73      |
| Разлика:   |       | +2,29 % | -14,60 % | -3,94 % |

| Година:    | 2023. | 2024.   |
| ---------- | ----- | ------- |
| Број људи: | 74    | 73      |
| Разлика:   |       | -1,35 % |

Према подацима о броју становника из 2024. године насеље је имало 73 становника.